# 连四荡
连四荡是一个位于中国浙江省嘉兴县的湖泊，面积约为3.2平方千米，平均水深约为1.5—2米。